# Bous a la Mar
Los Bous  a la Mar (en español: Toros al Mar) son una modalidad de festejo popular taurino que tiene lugar en una plaza abierta al mar situada en el puerto o en las playas de las localidades donde se celebra. Esta particularidad, que la hace muy distinta al resto de festejos populares de esta índole, es utilizada por los corredores, que se tiran al agua para evitar las embestidas del toro y que lo citan para llamar su atención y lograr que caigan al agua.
Este tipo de festejo se celebraba anteriormente en varias localidades de Cataluña (Las Casas de Alcanar, Alcanar o La Ampolla) y actualmente después de las prohibiciones en los municipios catalanes, solamente se celebra en la Comunidad Valenciana (Benicarló, Jávea o Denia). En ese último municipio, el festejo fue declarado, en 1993 "Fiesta de Interés Turístico Nacional".

## Los Bous a la Mar en Denia

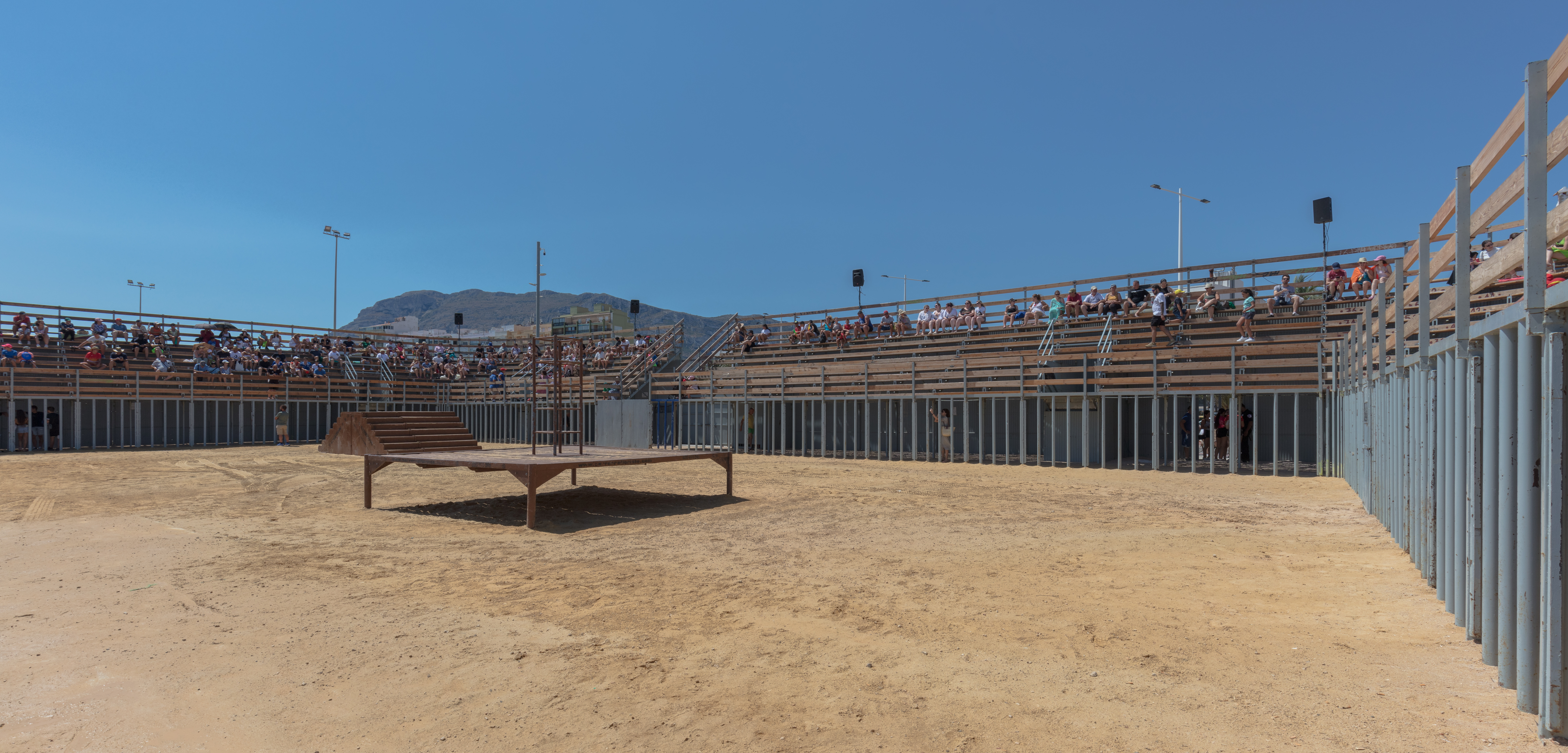
Detalle de la plaza de toros de Denia para los Bous a la Mar.

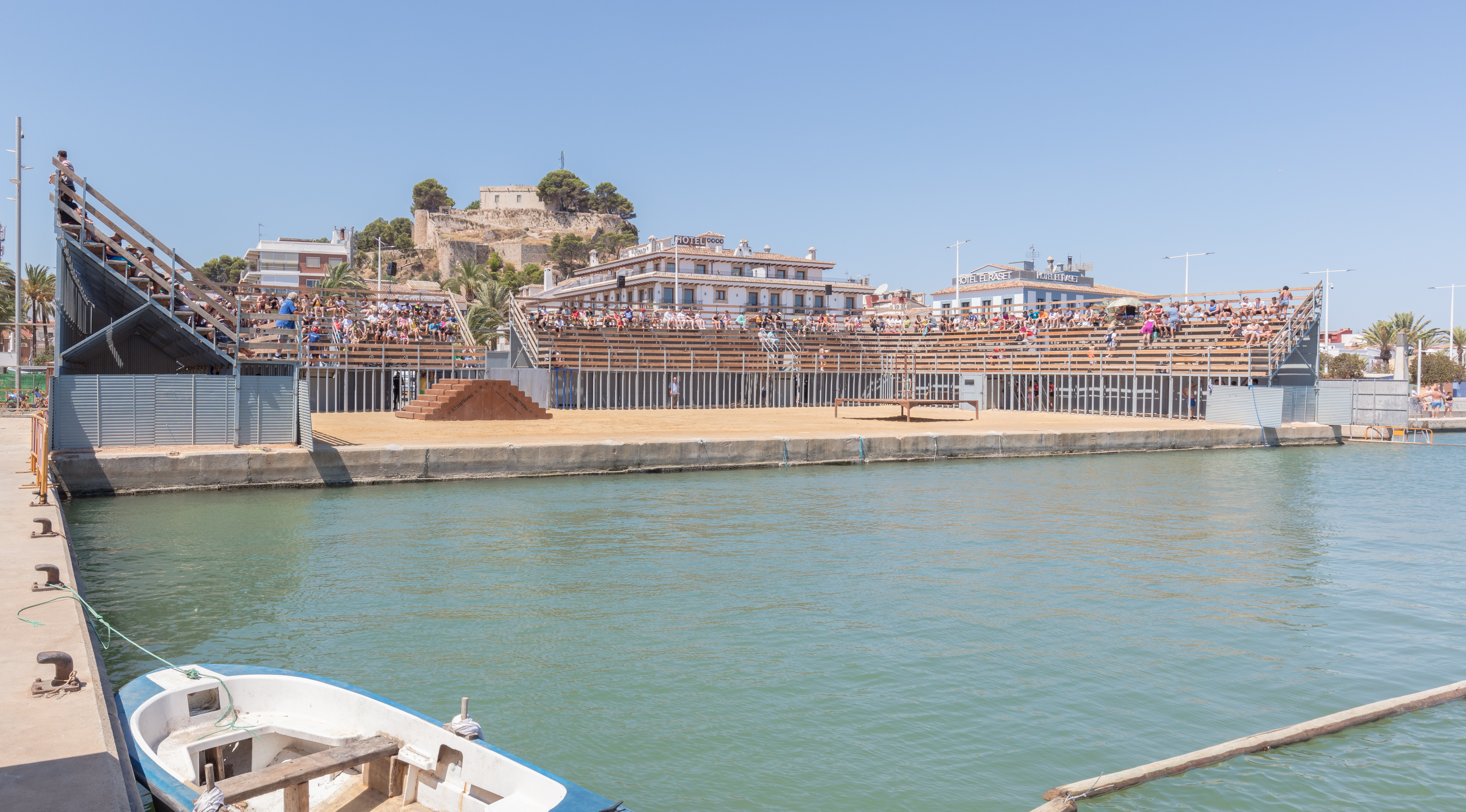
Vista de la parte abierta de la plaza de toros.

Si nos remontamos al origen de los festejos taurinos en Denia, encontramos referencias a corridas o capeas celebradas en el municipio desde el siglo XVII. A pesar de ello, hasta la segunda década del siglo pasado, a raíz de la construcción de la dársena del puerto, los bous a la mar no adquirieron la configuración que presentan en la actualidad.
Fue en ese momento cuando se decidió habilitar una plaza provisional y abierta al mar para que los participantes del mismo pudieran saltar al agua para evitar así la embestida del astado.
Debido al interés que esta fiesta despertaba en turistas y vecinos, el Ministerio de Industria, Turismo y Comercio le otorgó la denominación honorífica de "Fiesta de Interés Nacional" en 1993.
En 2010 se adaptó la plaza a la normativa reguladora, reforzando los asientos, habilitando pasillos anchos e instalando barrotes guardando la distancia reglamentaria.

### Descripción del festejo
En Denia, Alicante, España, este festejo se celebra durante la segunda semana del mes de julio en honor de la Santísima Sangre. Aparte de los encierro de vaquillas que van desde la parte alta del pueblo (La Glorieta) hasta la semiplaza de toros montada temporalmente durante las fiestas en el puerto (la otra mitad imaginaria de plaza sería el propio mar), en estas fiestas los participantes se lanzan al agua con el objetivo que las vaquillas se lancen detrás de ellos al agua.
Además, la fiesta de los Bous se celebra en el marco de las Fiestas Mayores de la ciudad, que hasta hace unos pocos años estaban dedicadas a la Santísima Sangre. En estas Fiestas mayores se realizan conciertos, actuaciones, festivales, y diversos actos para todo tipo de públicos. La Oficina de Turismo de Denia actualiza la información de manera semanal.

## Origen y evolución en los municipios catalanes
La modalidad de bous a la mar en los municipios catalanes es una de las modalidades de festejos populares taurinos que más variaciones ha sufrido. Tradicionalmente, la plaza donde se celebraban dichos festejos estaba compuesta por dos partes; una parte terrestre, y la otra era un espacio acuático delimitado por barcas y botes de los pescadores del municipio. En este sentido, el toro o la vaca, perseguido por los corredores, podía tirarse o caer en el agua en cualquier momento, hecho que despertaba curiosidad entre los aficionados y convertía este festejo en una atracción turística para los municipios. 
A pesar de que este festejo se empezó a celebrar con posterioridad, hay documentos que acreditan que el municipio de La Ampolla ya celebraba festejos taurinos desde finales del siglo XIX.
Los Bous a la Mar continúan celebrándose en este municipio, en Alcanar y en las Casas de Alcanar, a pesar de que, actualmente, la normativa obliga a cerrar el recinto para evitar que el astado acceda al mar.